# Abraham Joshua Heschel
Abraham Joshua Heschel (Varsavia, 11 gennaio 1907 – New York, 23 dicembre 1972) è stato un rabbino e filosofo polacco naturalizzato statunitense.

## Biografia
Abraham Joshua Heschel nacque a Varsavia, allora parte dell'Impero Russo, l'11 gennaio 1907, il più giovane di sei figli di Moshe Mordechai e Reizel Perlow. Discendente di una famiglia ebraica ortodossa di grandi chassidim, era imparentato sia per il ramo paterno che materno con le più famose dinastie di Tzaddikim dell'Europa orientale. La sua fu un'educazione ebraica tradizionale: fin dalla più tenera età venne introdotto allo studio della Torah, del Talmud e della Qabbalah. A nove anni perse il padre, morto di influenza; già a dieci anni le sue doti precoci si erano manifeste, tanto da essergli preconizzato un brillante futuro da Rabbino. Verso i quindici anni manifestò l'intenzione di accedere a studi secolari e, malgrado le perplessità della famiglia, si trasferì per studiare al Real-Gymnasium di Vilna, in Lituania, e successivamente all'Università di Berlino. Nella capitale tedesca studiò filosofia, filologia semitica e storia; frequentò la celebre Hochschule für die Wissenschaft des Judentums e si laureò nell'autunno del 1933 con una tesi sulla “coscienza profetica”, pubblicata pochi anni dopo col titolo Die Prophetie.
La pubblicazione della tesi e la contemporanea edizione di una sua biografia di Maimonide lo fecero conoscere ed apprezzare nel mondo accademico, tanto che nel 1937 venne scelto da Martin Buber, ormai in procinto di emigrare a Gerusalemme, quale proprio successore allo Judisches Lehrhaus di Francoforte ed all'Istituto centrale di educazione ebraica degli adulti.
Ma il 10 ottobre 1938, col decreto di espulsione degli ebrei, Heschel fu arrestato dalla Gestapo e deportato in Polonia; a Varsavia insegnò per dieci mesi filosofia ebraica all'Istituto di studi ebraici. Sei settimane prima dell'invasione tedesca della Polonia, Heschel lasciò Varsavia, con l'aiuto di Julian Morgenstern, presidente dello Hebrew Union College di Cincinnati - professore associato di pensiero ebraico in quel famoso centro del Reform Judaism - che tanto si adoperò per far ottenere dei permessi di residenza negli USA per accademici ebrei. Cinque anni dopo, per disaccordi con gli indirizzi di fondo del Reform Judaism, passò ad insegnare al Jewish Theological Seminary of America di New York, cuore del Conservative Judaism, dove restò fino alla morte (1972) quale docente di Musar (Etica ebraica), Qabbalah (mistica ebraica) e Chassidut (pietà ebraica).
Il periodo americano fu il più fecondo di opere e di intensa attività pubblica. Man is not Alone (1951) e God in Search of Man (1955) sono i due lavori più importanti di filosofia del giudaismo. Altre opere molto significative sono: Man's Quest for God (1954), raccolta di saggi sulla preghiera; The Sabbath (1951), un libro suggestivo sul significato ebraico profondo dello Shabbat; The Prophets (1962), rielaborazione della tesi di laurea sul profetismo; Who is Man? (1965), una sintesi del pensiero ebraico sull'uomo; The Insecurity of Freedom (1966), raccolta dei suoi saggi ed articoli più importanti, alcuni fondamentali nello sviluppo del pensiero ebraico; Israel: an Echo of Eternity (1967), scritto dopo la guerra dei Sei giorni e centrato sull'essenza della Terra d'Israele per l'ebraismo; A Passion for Truth (1973, postumo), analisi di due grandi figure chassidiche: il Baal Shem Tov e Rabbi Mendel di Kotzk e soprattutto suggestivo paragone tra quest'ultimo e Kierkegaard. Infine, vanno menzionate due opere che saranno ricordate più avanti con maggiore ampiezza: Torah min ha-shamaim (1962-1965), due ponderosi volumi in ebraico sulla teologia del giudaismo, e The Earth is the Lord's (1950), sul mondo interiore del chassidismo.
La fama di Heschel non fu limitata al mondo accademico. Ebbe un ruolo di rilievo nella lotta per i diritti civili e contro la segregazione razziale; si impegnò con interventi pubblici per il miglioramento delle condizioni di vita e per la libertà degli ebrei dell'Unione Sovietica; fu tenace oppositore alla guerra del Vietnam.
Nell'ambito dell'ebraismo americano si distinse per la sua posizione equilibrata, contro gli eccessi dell'affievolimento dei legami con la più genuina tradizione ebraica, e s'impegnò a fondo nel movimento ecumenico, mantenendo proficui legami con ambienti cristiani. A tal proposito, ebbe parte attiva nei lavori preparatori del Concilio Vaticano II e incontrò personalmente Paolo VI.
Il suo lavoro raccoglie temi, concetti e suggestioni svolti nelle sue ricerche attorno a quattro capisaldi dell'ebraismo: Torah, pensiero ebraico, chassidismo, Talmud e Qabbalah. A questi temi Heschel ha dedicato una serie di saggi, articoli e libri certamente meno conosciuti e diffusi delle opere maggiori, quali Man is not Alone e God in Search of Man, ma assai rilevanti per una compiuta comprensione del pensiero ebraico.
La filosofia del giudaismo elaborata da Heschel costituisce il riferimento per l'analisi del suo pensiero ed è il metro di paragone più valido per giudicare dell'importanza delle fonti ebraiche del suo lavoro. Tanto più in quanto essa ha quale proprio esclusivo interlocutore il mondo ebraico, si presenta come risposta ebraica alla crisi dell'ebreo moderno e a ciò che Heschel definisce “il tragico fallimento” del pensiero occidentale.

## Il pensiero ebraico
Il metodo della filosofia del giudaismo in Heschel è enunciato molto bene nelle pagine iniziali di God in Search of Man. Il punto di partenza è la situazione concreta dell'ebreo moderno, segnata dalla secolarizzazione, da una crisi d'identità e di valori che portano a smarrire ciò che Heschel chiama “gli interrogativi ultimi dell'esistenza”. In altre parole, l'ebreo moderno ha perso un orientamento adeguato per dare un senso alla propria vita e per fondare tanto un universo di valori, quanto una corretta azione concreta.
La tesi fondamentale di Heschel è che il giudaismo è precisamente una risposta agli interrogativi ultimi dell'uomo. Ma prima di accedervi, è necessario risvegliare quegli stessi interrogativi ai quali il giudaismo risponde. Occorre aprire la mente ed il cuore dell'ebreo a porsi le domande giuste. È questo il compito precipuo della filosofia del giudaismo: in quanto filosofia, sa porre le domande giuste; in quanto giudaismo, conosce il cammino verso la risposta.
Come deve svolgersi concretamente una siffatta filosofia del giudaismo? Heschel distingue tra “pensiero concettuale” e “pensiero situazionale”. Il primo concerne la conoscenza del mondo; è un atto di ragione che presuppone un distacco dall'oggetto investigato ed ha come punto di partenza il dubbio e la curiosità. Il pensiero situazionale si pone invece il problema dell'esistenza; esso partecipa intimamente all'oggetto di cui si occupa; suo punto di partenza è la meraviglia. Il pensiero situazionale è essenzialmente autocomprensione, non riguarda cioè solo l'analisi di principi, dottrine, teorie, bensì è anche un osservare l'io in atto, è analisi di eventi e intuizioni.
Sul piano religioso si deve distinguere, parallelamente, tra analisi dell'”atto del credere” e analisi del “contenuto del credere”. La filosofia del giudaismo che si muove sul terreno del pensiero situazionale ha per oggetto situazioni concrete; altrimenti ha per oggetto rapporti concettuali. Teologicamente si può parlare di “teologia concettuale”, o analisi del contenuto della fede, e di “teologia del profondo” (depth theology), o analisi dell'atto di fede.
È di particolare importanza notare il rilievo accordato da Heschel alla nozione di “teologia del profondo”. Cosa intenda Heschel con questa formula è chiarito nel suo saggio “Depth Theology” (1960), in “The Insecurity of Freedom”: “Il tema della teologia è il contenuto del credere; il tema della teologia del profondo è l'atto di credere, il suo intento di esplorare la profondità della fede, il substrato dal quale sorge la credenza. Ha a che fare con atti che precedono l'articolazione e che sono privi di definizione... La teologia è come la scultura, la teologia del profondo è come la musica. La teologia è nei libri; la teologia del profondo è nei cuori. La prima è dottrina, la seconda è un evento…”. Il giudaismo è equilibrio tra l'atto di credere e il contenuto del credere. Uno non può esistere senza l'altro e viceversa.
Heschel, in definitiva, adottando il pensiero situazionale, giunge a definire la filosofia del giudaismo una “completa autocomprensione del giudaismo nei propri termini spirituali”.
La filosofia del giudaismo, sostiene ancora, è ben distinta dalla filosofia greca. C'è tensione tra i due termini. Una completa riconciliazione condurrebbe all'effetto deleterio di una rarefazione della religione ebraica da un lato, e di una identificazione tra filosofia e razionalismo dall'altro, nel momento in cui s'intendesse la disciplina filosofico-religiosa quale supporto razionale alla religione.
Quanto al soggetto della filosofia del giudaismo in Heschel: è la tradizione ebraica, cioè su quel patrimonio dato che costituisce il contenuto della rivelazione. In quanto riflessione sulla tradizione ebraica, si può parlare, per l'ebreo Heschel, di filosofia dell'ebraismo. Il giudaismo è il soggetto.

## L'uomo non è solo

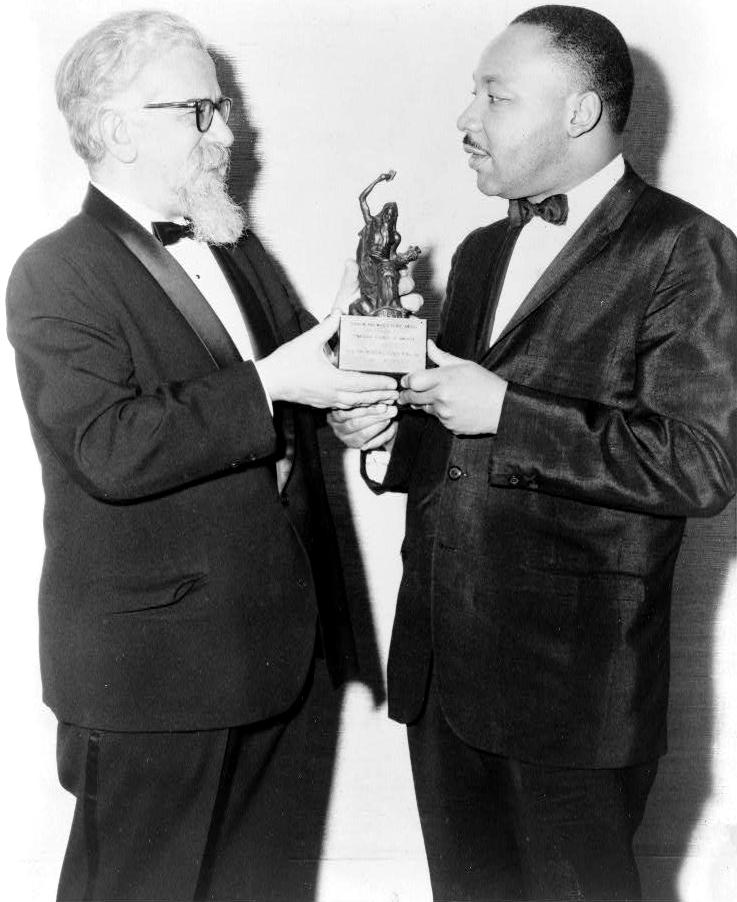
Il rabbino Abraham Heschel, dona il Judaism and World Peace Award al Dr. Martin Luther King Jr., 7 dicembre 1965

La filosofia del giudaismo in senso stretto ha per fine di riscoprire una dimensione esistenziale dimenticata o trascurata, la cosiddetta «dimensione santa» (holy dimension) della vita ebraica, e di mostrare come essa rappresenti la fonte più intima dell'essere ebreo, il piano più adeguato per accedere all'essenza stessa dell'uomo. È altresì una via privilegiata per scoprire, nella contemplazione del mondo, le tracce del Divino e per saper scorgere in tutto ciò che esiste un'allusione al trascendente, attraverso lo studio della Torah.
Heschel esprime una critica serrata alle prove classiche dell'esistenza di Dio e, più in generale, alla illusione di ascendere a Dio per via speculativa. La via ebraica non è speculativa. Qual è l'intrinseca debolezza delle prove razionali dell'esistenza divina? Si tratta fondamentalmente dell'inadeguatezza dello strumento, la ragione dialettica, rispetto all'oggetto: Dio. Senza negare il valore della ragione quale fonte di certezza, Heschel ritiene che, per la dimensione religiosa ebraica, occorra utilizzare un'altra via di certezza, questa volta di segno intuitivo, che sappia scendere in profondità nella natura dell'uomo e che procuri la chiave d'accesso all'interrogativo ultimo: il regno dell'ineffabile e non la speculazione è l'ambito in cui sorge l'interrogativo ultimo, ed è appunto in questa sua dimora, qui dove il mistero è accessibile a tutti i pensieri, che l'interrogativo dev'essere studiato. All'ambito di conoscenza proprio della scienza, e nel suo campo pienamente legittimo, va contrapposto il cosiddetto ”regno dell'ineffabile”, nella cui dimensione anche ciò che non è definibile può essere conosciuto.
In concreto, il regno dell'ineffabile è descritto mediante sei termini divisi in tre coppie: il sublime e lo stupore, il mistero ed il timore, la gloria e la fede. Se l'uomo si pone di fronte alla realtà con stupore, timore e fede, vi scorgerà il sublime, il mistero e la gloria.
Lo stupore può essere punto di partenza tanto della scienza, e in questo caso è meglio definibile come “curiosità”, quanto della religione, e allora si parla di “meraviglia radicale”. Lo stupore in senso religioso ebraico nasce nella scoperta del sublime, intendendo con questo termine non una categoria estetica rapportata al bello, bensì l'allusività trascendente di tutte le cose.
Il timore è invece l'autentica risposta al mistero del mondo. Non si tratta di una resa all'ignoto, di una abdicazione della ragione, ma piuttosto della ricerca di una comunicazione con ciò che trascende il mistero. Anche qui il timore permette la percezione del trascendente e svela le allusioni al Divino nella realtà.
È dunque mediante lo stupore ed il timore che l'uomo acquista la consapevolezza di non essere solo nel mondo e del carattere allusivo del creato. L'uomo è così nella condizione di aprirsi alla possibilità di Dio. Sembra un cammino parallelo alle prove razionali dell'esistenza di Dio, ma Heschel ne rimarca la differenza: la possibilità di porre il problema di Dio non è un avanzamento da certe premesse alla prova, bensì l'inverso. È proprio la presenza divina a consentire il processo di auto-coscienza e di auto-esame che svela, dietro la realtà quotidiana, quella realtà ultima, quel presupposto ontologico che è l'essere divino. Questa è dunque la successione che s'instaura nel nostro pensiero e nella nostra esistenza: ciò che è supremo, ovverosia Dio, viene prima e il nostro ragionamento su di lui viene dopo. La speculazione metafisica invece ha invertito l'ordine: il ragionamento viene prima e soltanto dopo si pone il problema della sua realtà: o se ne dà la dimostrazione o egli non è reale.
Ma la piena consapevolezza di un mondo riempito dalla gloria divina è raggiungibile solo mediante la fede e lo studio della Torah. È in essa che l'uomo scopre come la via verso Dio sia in realtà l'itinerario di Dio, come la ricerca umana di Dio abbia quale esito la scoperta che Dio per primo è alla ricerca dell'uomo. È l'iniziativa divina a rendere possibile l'incontro.
Ottenere la fede, d'altro canto, non è in totale potere dell'uomo: con le sue sole forze Abramo poté conseguire soltanto meraviglia e stupore, l'intuizione: la consapevolezza del Dio vivente gli fu data da Dio. Qui è racchiusa la via per il regno dell'ineffabile, la via della religiosità ebraica, della rivelazione e della profezia. La grande utilità di una teologia ebraica, che si adoperi a risvegliare la sensibilità al mistero, consiste nel provare a rimuovere uno dei più grandi ostacoli alla fede. Ma tal fine, per giungere effettivamente alla concreta relazione tra Dio e uomo, può essere compiuto solo mediante l'adesione all'evento profetico, per l'ebraismo, nella fede nella Rivelazione del Sinai e nel carattere divino della Torah. Lo studio della Torah è la via verso la consapevolezza di un mondo riempito dalla gloria divina, verso la fede, la concreta relazione tra Dio e uomo.

## Dio alla ricerca dell'uomo
Dio che si rivela, sostiene Heschel, significa innanzitutto che egli è interessato all'uomo ed alla storia; anzi, come l'uomo ha bisogno di Dio, anche Dio ha bisogno dell'uomo: “Vi è un solo modo per definire la religione ebraica. Essa è consapevolezza dell'interesse di Dio per l'uomo, consapevolezza di un patto, di una responsabilità che investe tanto Lui quanto noi”.
Il documento di questo patto, sancito nell'evento unico del Sinai, è la Torah. Ed è nella riflessione sulla Torah che giungiamo al cuore dell'opera di Heschel. Ogni suo lavoro, ad iniziare da Die Prophetie, è un confronto con il pensiero ebraico ed un tentativo di aderire alle categorie della Torah. L'esempio più probante è nella sua opera fondamentale di filosofia dell'ebraismo: God in Search of Man, dove sono analizzate tre vie che conducono a Dio: vi sono tre punti di partenza per giungere alla contemplazione di Dio, tre vie che conducono a Lui. La prima è di intuire la presenza di Dio nel mondo, nelle cose; la seconda via è d'intuirne la presenza nella Torah; la terza è d'intuirne la presenza negli atti sacri, nelle Mitzvot. Queste tre vie sono suggerite in altrettanti passi della Torah: "Levate in alto i vostri occhi e guardate: chi ha creato tutte queste cose?" (Is 40, 26). "Io sono il Signore tuo Dio" (Es 20, 2). ”Faremo e ascolteremo” (Es 24, 7). Queste tre vie corrispondono nella tradizione ebraica ai più importanti aspetti dell'esistenza religiosa: culto e preghiera ebraica, studio della Torah, e azione nell'osservanza delle Mitzvoth. Le tre vie sono in realtà una sola, e dobbiamo percorrerle tutte e tre contemporaneamente per giungere all'unica destinazione.
Dunque le tre vie nascono primariamente dalla stessa Torah e si svolgono in coerenza con precisi canoni ermeneutici. La contemplazione del mondo che conduce al senso dell'ineffabile si sostanzia nel sostituire alle categorie abituali dell'approccio scientifico modi d'essere e categorie tratti dalla Torah: “Come si può giungere alla consapevolezza di Dio attraverso la contemplazione del mondo, qui e ora? Per comprendere la risposta ebraica dobbiamo cercare di scoprire che cosa significa il mondo e capire le categorie secondo cui la Torah lo vede, e cioè: il sublime, la meraviglia, il mistero, il timore e la gloria”.
Il pensiero di Heschel è quindi un incessante e instancabile studio della Torah, motivi intrinseci chiariscono la sua opzione verso il libro. L'ebraismo, sostiene infatti, “è un confronto con la Torah e una filosofia dell'ebraismo deve essere un confronto con il pensiero della Torah”. Di qui la proposta di un principio semplice ma di assoluta rilevanza nel giudaismo: la Torah è l'essenza dell'ebraismo. Su questa premessa si svolge tutto il pensiero di Heschel: “La Torah non è la sapienza ma il destino d'Israele; non la nostra letteratura, ma la nostra essenza. Si dice che essa non è venuta alla luce per via di speculazione o di ispirazione poetica ma attraverso la profezia e la rivelazione”.
Queste parole meritano un approfondimento. Può stupire l'affermazione che la Torah non sia la sapienza d'Israele, ma il termine si chiarisce immediatamente nell'evidente parallelismo tra sapienza e speculazione, letteratura e ispirazione poetica. Sapienza dunque come intelligenza umana, sforzo di comprensione che ha origine nelle capacità razionali dell'uomo. Parimenti, letteratura come opera poetica che nasce dal genio creativo dell'uomo. Ora, la Torah è precisamente la testimonianza che la direzione è invertita: in essa non si procede tanto dall'uomo a Dio, dalla ragione o dall'immaginazione verso l'idea di Dio, quanto piuttosto da Dio all'uomo. La Torah, proprio e solo in quanto profezia e rivelazione, è il destino e l'essenza d'Israele. Soprattutto, l'assolutezza della Torah si compendia nel suo essere una “risposta all'interrogativo supremo: che cosa richiede Dio da parte nostra”.
Nello specifico ambito ebraico occorrono tanto lo studio che l'applicazione della Torah. Anzi, parafrasando Kierkegaard, Heschel ritiene che all'ebreo sia chiesto innanzitutto, più che un salto nella fede, un “salto nell'azione”. L'adempimento dei precetti, prima ancora dell'adesione intellettuale, costituisce quell'a priori che rende possibile la confessione di fede.

## Il messaggio dei Profeti
L'opera giovanile più importante che segna una tappa fondamentale nella riflessione di Heschel è Die Prophetie (1936). Oltre a far intravedere alcuni tratti fondamentali del suo pensiero, poi esplicitati nelle opere maggiori, è il testo ove sono elaborati per la prima volta, quale chiave interpretativa della natura peculiare del profetismo ebraico, i concetti di “pathos divino” e “simpatia profetica”. La rivelazione divina che il profeta ispirato partecipa al popolo eletto, sostiene Heschel, nasce dal “pathos divino” per Israele. Le parole profetiche esprimono in modo multiforme questo “sentimento” di Dio. In esse si colgono ora l'ira e la delusione di Dio, ora l'amore e la benevolenza; in una parola: il “pathos” che muove Dio alla sollecitudine per il suo popolo. “L'esperienza fondamentale del profeta va intesa come un con-sperimentare i “sentimenti” di Dio, come un con-sentire con il “pathos di Dio”, che è il movente di fondo della profezia, come un con-sperimentare che si attua attraverso un'intima imitazione o empatia”. Il profeta, in altre parole, non è recipiente vuoto e inanimato del messaggio rivelato, latore anonimo, bensì l'uomo della simpatia col “pathos di Dio”. La partecipazione divina alla vicenda umana, la scoperta dell'antropotropismo di Dio, trascinano il cuore del profeta a condividere lo stesso sentimento divino. E tali emozioni esprime al popolo nel farsi portavoce della volontà celeste.
Attraverso il concetto di “pathos divino”, Heschel polemizza esplicitamente con la tradizione filosofica di origine greca che affermava l'assoluta impassibilità divina e manifesta una costante della sua riflessione: la coscienza della radicale differenza tra il “Dio dei filosofi” e il “Dio di Abramo, Isacco e Giacobbe”, tra le categorie della Torah ed i presupposti della metafisica occidentale.
D'altra parte, per intendere adeguatamente il tono e gli obiettivi di questo testo, occorre tenere presente che Die Prophetie è come il suggello del soggiorno berlinese di Heschel, il passaggio dall'entusiasta attrazione per l'universo accademico ad una riconsiderazione critica fondata su una nuova consapevolezza delle proprie radici ebraiche. È a Berlino che Heschel manifesta il più netto e definitivo rifiuto di ogni assimilazione. Heschel scrive: “Giunsi all'Università di Berlino con una grande fame di studiare filosofia... Tuttavia, a dispetto della forza e dell'onestà intellettuale che fui privilegiato di testimoniare, divenni sempre più consapevole del baratro che separava le mie idee da quelle sostenute all'Università... Mi resi conto che i miei insegnanti erano prigionieri di un modo di pensare greco-tedesco. Erano impigliati in categorie che implicavano presupposti indimostrabili. Le questioni a cui ero interessato non avrebbero potuto essere adeguatamente espresse nelle loro categorie di pensiero... Al tempo stesso mi convinsi: la filosofia avrebbe potuto apprendere molto dalla vita ebraica”.

## Filosofi ebrei sefarditi del Medioevo
Un altro lascito degli studi berlinesi fu il profondo interesse per il pensiero ebraico sefardita medievale. Nel quindicennio 1935-1950 Heschel mise a frutto la ricerca assidua su questi robusti rami della tradizione ebraica sefardita e pubblicò tutti i suoi lavori più importanti sul tema: scritti su Maimonide, Ibn Gabirol, Abrabanel, Saadia HaGaon.
Di particolare interesse sono le analisi condotte da Heschel sul rapporto fede-ragione, in particolare nel pensiero di Maimonide e Saadia HaGaon. È proprio in questi lavori che si rivela l'irrevocabile opzione per una concezione della fede che privilegia l'intuizione sulla speculazione e che rimarca la differenza tra il discorso razionale su Dio e le istanze della rivelazione. L'esito di queste ricerche è l'affermazione dell'incongruità di fede e ragione; dell'impossibilità razionale di rendere conto, in modo convincente, delle fonti della fede: “Fede e ragione, sono incline a supporre, non dovrebbero essere comparate l'una con l'altra. Sono incongrue, per certi aspetti persino non commisurabili. È impossibile rendere gli aspetti essenziali della fede in nozioni astratte, e neppure la sua verità può essere provata mediante argomenti logici... La certezza della fede è intuitiva, non speculativa”. La giustificazione razionale della fede non può esprimerne l'essenza. La fede, infatti, resa secondo concetti speculativi, non è altro che un pallido fantasma. Lo strumento più adeguato per descrivere l'atto del credere è invece di natura fenomenologica: cogliere nella vita dell'uomo l'esperienza reale del contatto con Dio.
Senza negare profonda ammirazione e rispetto per il grande tentativo conciliatore dell'ebraismo sefardita medievale, Heschel ritiene tuttavia che lo scacco del pensiero, nel tentativo di armonizzare fede e ragione, sia inevitabile, se condotto con gli strumenti e le categorie della metafisica classica.
Ma l'ebraismo non conosce solo il razionalismo di certi pensatori sefarditi medievali. Heschel scopre nell'eredità ebraica aschkenazita, che ebbe il suo culmine nel chassidismo, una traduzione espressiva più convincente della fede ebraica. Vi scopre un linguaggio dinamico che non pretende di afferrare l'esperienza di Dio e della sua rivelazione e convogliarla in contenuti cristallizzati e in formule che deludono sulla vera natura della fede.
Il pensiero di Heschel riesce a superare la fase puramente negativa di rifiuto di un mero discorso concettuale su Dio, punto d'approdo dei suoi studi sui filosofi ebrei sefarditi medievali, affidandosi ad altre radici ebraiche e precisamente a quella struttura “midrashico-narrativa” espressa dal Talmud, dalla letteratura rabbinica e dal chassidismo. Su queste due basi fondamentali, pensiero rabbinico e chassidismo, la filosofia del giudaismo di Heschel evita il razionalismo, senza cedere al puro linguaggio della retorica religiosa o della letteratura edificante.

## Il Chassidismo
Abbiamo ricordato le profonde origini chassidiche di Heschel ed anche il suo riavvicinamento, a Berlino, alle proprie radici religiose. Su questo fatto Samuel Dresner, già allievo di Heschel ed editore di alcuni suoi scritti sul chassidismo, osserva: “Il contatto con la cultura occidentale, particolarmente con l'ebraismo tedesco, le sue sinagoghe e le sue accademie di studio, accrebbero in Heschel la convinzione che il pensiero e la vita chassidica contenessero un tesoro che doveva essere reso disponibile all'ebreo moderno assimilato. I suoi primi studi sulla profezia e su Maimonide avevano trattato temi quali il “pathos divino”, il desiderio della profezia e l'imitatio Dei, concetti ai quali era stato reso sensibile dal chassidismo”.
Heschel giunse in America con l'angoscia del dramma che andava consumandosi in Europa e dell'impotenza a prestare aiuto. Racconta in un'intervista del 1963: “Io ero un immigrato, un rifugiato. Nessuno mi ascoltava... Nel 1941 incontrai un autorevole capo della comunità ebraica, sionista devoto. Gli dissi che gli ebrei del ghetto di Varsavia continuavano a credere che l'ebraismo americano lavorasse incessantemente in loro aiuto. Se avessero saputo della nostra indifferenza, gli ebrei di Varsavia sarebbero morti dalla sorpresa. Le mie parole caddero nel vuoto... Nel 1943 partecipai alla American jewish Conference di tutte le organizzazioni ebraiche per fare un appello perché si agisse per spegnere le fiamme che divoravano l'ebraismo dell'Europa orientale. La conferenza aveva una lunga agenda: Eretz Israel, fascismo, finanze ecc. L'ultimo argomento era: gli ebrei sotto i tedeschi. Prima di arrivare a questo argomento, quasi tutte le rappresentanze se n'erano andate. Me ne uscii sconsolato”.
In ogni caso, ad Heschel un compito parve primario e ineludibile: raccontare della vita distrutta dell'ebraismo dell'Europa orientale, conservare, tramandare e insegnare i valori autenticamente ebraici insiti nei modelli di vita del chassidismo. Più di una volta, riferisce Dresner, Heschel osservò in privato che “dopo l'Olocausto, la comunità ebraica avrebbe dovuto votarsi a ciò che resta della Yiddishkeit (“cultura ebraica, stile di vita ebraico e universo dei valori ebraici”).
Da parte sua, Heschel s'impegnò in due direzioni: un paziente lavoro di ricerca storica sul chassidismo e l'ebraismo dell'Europa orientale in generale e la descrizione delle caratteristiche fondamentali e dei valori perenni del mondo ebraico. Pur trattando a più riprese del chassidismo, non lasciò un'opera compiuta di interpretazione globale. Ben si comprendono, allora, le parole di rammarico di Dresner: “Discendente di una dinastia chassidica ed erede della tradizione vivente nella sua fonte più vitale, maestro del metodo occidentale in campo filosofico e storico, in possesso di inusuali talenti creativi, Heschel era forse il solo studioso che avrebbe potuto offrirci un lavoro definitivo sul chassidismo”.
Nel campo della ricerca storica Heschel, appena giunto in America, si preoccupò di raccogliere materiale, di salvarlo dalla dispersione e nel 1949 fondò il Yivo Hasidic Archives, diretto da Moses Shulvass. In quegli anni iniziò anche a lavorare intorno ad un progetto rimasto poi incompiuto: un'opera sulla vita e sul pensiero del Baal Shem Tov, il fondatore del pensiero chassidico. Del piano iniziale restano quattro monografie di importanti personaggi della cerchia del Baal Shem ed uno schema provvisorio, trovato da Dresner fra le carte di Heschel e pubblicati nel libro “The Circle of the Baal Shem Tov: Studies in Hasidism”. All'opera mancata sul Besht suppliscono in parte alcune pagine iniziali di “A Passion for Truth”. Negli ultimi anni prese corpo un lavoro assai interessante su un'altra grande figura chassidica, Rabbi Menachem Mendel di Kotzk, considerato quasi l'antitesi del Baal Shem Tov. A questa enigmatica guida del tardo chassidismo è dedicata l'ultima fatica di Heschel: due volumi in yiddish (“Kotzk: In gerangl far emesdikeit”, 1973) parzialmente riassunti nella già citata edizione inglese di “A Passion for Truth”.
“The Earth is the Lord's. The inner World of the Jew in East Europe” è da considerarsi come uno dei primi tentativi di risposta alla Shoah. È un libro molto caro ad Heschel; pubblicato in yiddish nel 1946, in inglese nel 1950, alcuni suoi brani appaiono inseriti in altre sue opere ed ulteriori saggi ed articoli ne riassumono ed amplificano le tematiche. In questa opera non si deve ricercare tanto l'accuratezza storica o l'esame critico di un'epoca. Si tratta piuttosto della descrizione di un mondo e di un universo ebraico nel quale si stagliano i contorni di ciò che Heschel pensa dell'autentica natura dell'essere ebrei. La commemorazione, se mai traspare, cede subitaneamente il passo ad un discorso attuale e bruciante: il significato dell'ebraismo, la necessità di una risposta alla questione ebraica dopo il tragico fallimento dell'assimilazione. È uno scritto dal tono narrativo, ma può ben occupare un posto di rilievo tra le opere più importanti di filosofia dell'ebraismo. Attraverso la rivelazione di quattro processi storici, l'istruzione religiosa del popolo, la diffusione degli ideali della pietà mistica, la propagazione delle idee cabalistiche, la nascita del chassidismo, l'ebraismo matura i suoi tratti originali.
Altrove Heschel precisa ulteriormente quell'affermazione sorprendente che crea un collegamento tra l'approccio dell'ebraismo sefardita e la Haskalah in Germania: “La corrente della cultura ebraica serfardita non fu confinata nelle cosiddette comunità ispano-portoghesi. Nell'epoca moderna, la sua influenza permeò altri gruppi ebraici, specialmente in Germania. Fu l'ammirazione degli studiosi ebreo-tedeschi del XIX secolo per il Medioevo sefardita a determinare l'inclinazione della moderna Scienza dell'Ebraismo (Wissensckaft des Judentums). Gli studiosi dell'emancipato ebraismo tedesco videro nel periodo spagnolo la Età d'Oro della storia ebraica e la celebrarono come il felice connubio di progresso e tradizione sul quale desideravano modellare il loro proprio corso. Nella loro ricerca giunsero al punto di applicare i modelli culturali dell'Età d'Oro alla letteratura degli ultimi secoli. Per alcuni studiosi ebrei moderni, tutta la letteratura ebraica datata dopo il 1492, l'anno nel quale cessò in Spagna la vita ebraica, non era degna di una ricerca scientifica. Il loro esempio venne seguito nel predisporre i curricula delle scuole superiori di insegnamento ebraico, che non lasciarono spazio alle opere scritte dopo il 1492 e prima dell'inizio della moderna letteratura ebraica”. Heschel critica in particolare la tendenza di certi studiosi ebrei moderni a fraintendere il tipico entusiasmo chassidico, confinandolo nello stravagante o nell'irrazionale e polemizza con la posizione verso il chassidismo di ricercatori quali H. Graetz, I. Elbogen, M. Steinschneider (fautori della riforma).
Heschel non teme cioè di contrapporre i criteri di giudizio neosefarditi ai canoni di interpretazioni riscontrabili nell'eredità dell'ebraismo orientale. Compie così un rovesciamento: non l'ebraismo sefardita medievale bensì la nascita del pensiero chassidico è la vera età aurea nella storia del popolo d'Israele. Questo giudizio nasce dalla rivendicazione della singolarità dei criteri interpretativi applicabili all'ebraismo e soprattutto al chassidismo: “Difficilmente esiste uno specchio migliore, per riconoscere le caratteristiche uniche delle nostre origini, della vita culturale della realtà ebraica dell'Europa orientale. Essa non deve essere valutata in base a modelli “sefarditi”, fare questo equivarrebbe a pesare le bellezze dell'architettura gotica sulle bilance della grecità classica”.
La vita ebraica delle comunità orientali, come dice Heschel, è una storia non raccontata e, per certi versi, quasi impossibile a narrarsi. La grande difficoltà ad operare sistematicamente sui contenuti dell'esperienza chassidica si fonda sul suo carattere di movimento orale: “È una tragedia che questo grande movimento sia essenzialmente un movimento orale, che non può essere conservato in forma scritta. È in fin dei conti un movimento vivente. Non è contenuto completamente in un qualche suo libro”. Del resto il giudaismo si fonda su un massimo di Torah Orale e un minimo di Torah Scritta. “Il chassidismo appassisce quando viene esibito. La sua sostanza non è percepibile all'occhio. Non basta leggere le sue parole scritte”.
Altri studiosi del chassidismo sottolineano la difficoltà di una interpretazione rigorosa del fenomeno in chiave speculativa: “L'elemento nuovo non va ricercato sul piano dottrinario e letterario: lo si trova piuttosto nell'esperienza del risveglio ebraico, nella spontaneità del sentimento ebraico, conseguenza dell'incontro con incarnazioni viventi della mistica ebraica” (Gershom Scholem). A proposito del fondatore del pensiero chassidico, il Baal Shem Tov, scrive Wiesel: “Non sorprende... che il Baal Shem abbia avuto così scarsa fortuna presso gli storici ebrei "dell'esterno": sfugge a loro... Se gli storici ebrei... gli dedicano un'animosità che travalica la cornice ideologica, è anche perché li disturba nel loro ruolo di storici. Se lo calunniano, se lo trattano da ciarlatano, da volgare ubriacone malevolo, da guaritore ignorante e vorace, se lo detestano fino a farne un personaggio d'una bassezza malefica, è perché gli serbano rancore: nonostante i loro sforzi non sono mai arrivati a definirlo, a chiuderlo dentro le loro norme”.
Heschel scrisse l'ultima sua opera sul Kotzker, in yiddish, perché convinto dell'intraducibilità di quell'esperienza: “Chi tenti di descrivere il chassidismo sulla sola base delle fonti letterarie, senza attingere alla tradizione orale, ignora l'autentica fonte vivente e si affida a materiale dal carattere artificiale. Senza la tradizione orale e senza la prossimità ai personaggi chassidici, si può malamente descrivere il chassidismo. La sua essenza di rado fu espressa negli scritti, e ciò che è stato scritto è stato tradotto in uno stile che raramente ha reso la lingua vivente dei maestri. La letteratura chassidica è una letteratura di traduzione, e non sempre di traduzione soddisfacente. Per comprendere il chassidismo si deve imparare come ascoltare e come avvicinare quelli che lo hanno vissuto”.
Su questi presupposti Heschel individua, al di là delle reali divisioni e contraddizioni dell'Ostjudentum, il filo invisibile che lega insieme le diverse espressioni di quella realtà. Il messaggio degli ebrei dell'Europa orientale è il rifiuto dell'assimilazione e dell'emancipazione offerte a prezzo dell'infedeltà alla tradizione d'Israele.

## Il pensiero rabbinico

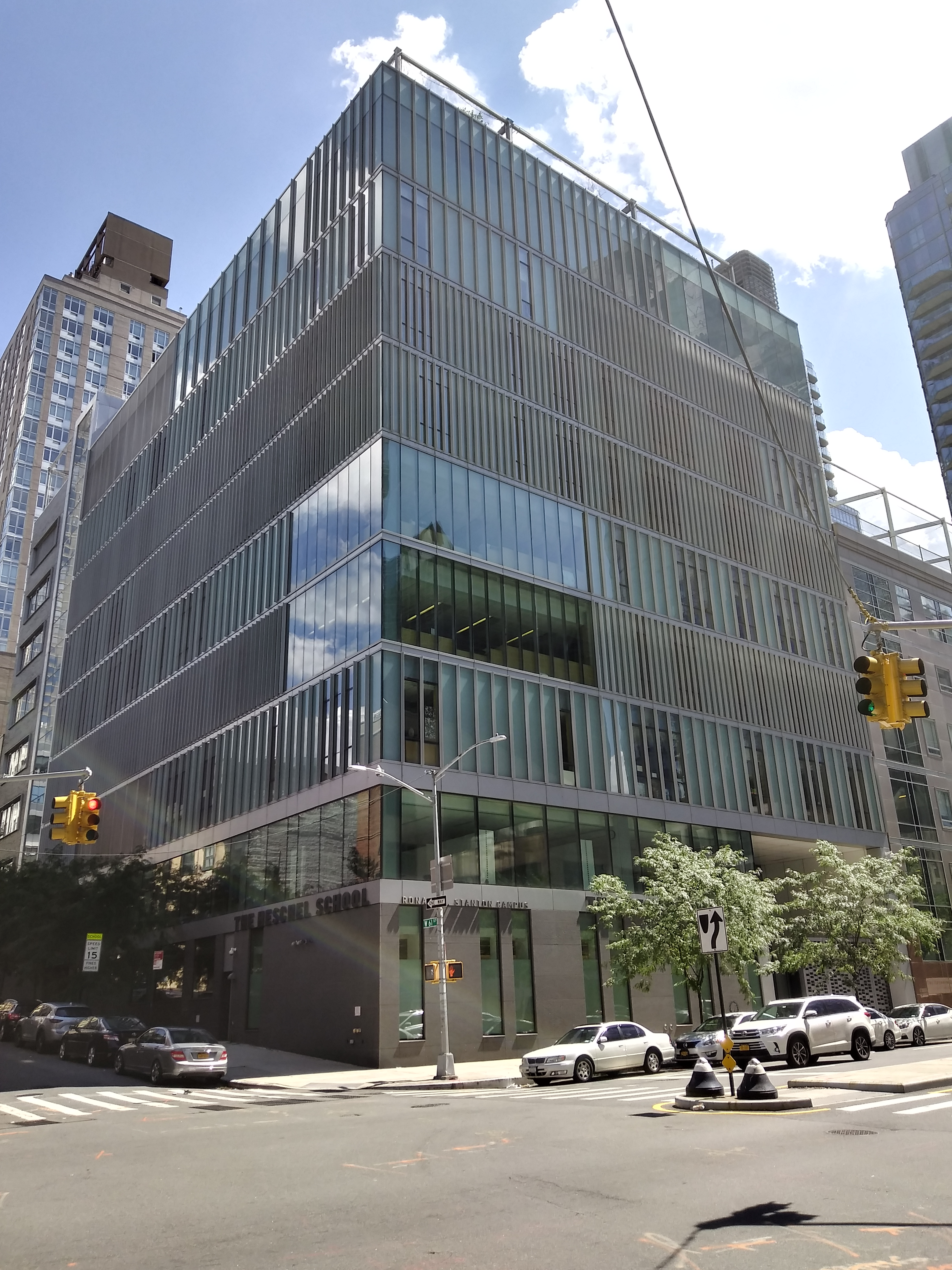
Abraham Joshua Heschel School, a Manhattan

È interessante notare come Heschel individui il punto critico per l'identità ebraica nel mutato rapporto con la Torah e con la sua interpretazione secolare.
La Haskalah (Illuminismo ebraico), e prima ancora Spinoza, hanno identificato l'ebraismo, sostiene Heschel, con la “ortoprassi”. Così facendo hanno precluso una valenza teologica al pensiero rabbinico. In questo modo la Torah resta confinata nel solo ramo legalistico; diventa esclusivamente nomos, legge. In questo modo si creano le premesse per l'abbandono della pratica dei precetti ebraici privati del proprio supporto ideologico indispensabile.
Contrariamente a quanto sostenuto da alcuni critici, l'equilibrio tra Halakhah e Haggadah sottolineato da Heschel non rischia affatto di limitare l'importanza della Halakhah.
Non riuscendo a inquadrare Heschel, Samuel Dresner, nel suo ultimo lavoro, Heschel, Hasidism, and Halakha, tenta di forzare la mano. L'autore attribuisce ciò che Heschel chiama “Pan-Alachismo” all'Ortodossia. Così facendo Dresner sostiene la tesi che vede nell'Ortodossia ebraica una devianza storica dal “vero Giudaismo storico” (che si esprimerebbe oggi nel Conservative Judaism) tanto quanto la Riforma classica. Dresner evidentemente, per contrapporre Heschel all'Ortodossia, attribuisce a quest'ultima una patente di “Pan-Alachismo” (inteso in senso negativo) che non le è propria e che Heschel non le ha mai attribuito… L'autore ignora che lo stesso Heschel vede come origine del concetto di “Pan-Alachismo” e di “Comportamentismo Religioso” la Haskalah nata con Spinoza e Moses Mendelssohn che affermano che il Giudaismo sarebbe solo in una “Legge”, in una “ortoprassi”. Dresner stesso, nella sua Introduzione al The Circle of the Baal Shem Tov: Studies in Hasidism di Heschel conferma che questa posizione di equilibrio tra Halakhah e Haggadah è tipicamente Chassidica. È difficile quindi situare il pensiero di Heschel nel Conservative Judaism (almeno così come lo intende Dresner).
Affermare che l'essenza del Giudaismo consiste esclusivamente nella Halakhah è sbagliato, esattamente come lo è affermare che l'essenza del Giudaismo consiste esclusivamente nella Haggadah.

## Opere tradotte in italiano
- Die Prophetie, The Polish Academy of Sciences, Cracow 1936; The Prophets, Harper and Row, New York 1962; Il Messaggio dei Profeti, Borla, Roma 1981.
- Der Mizrach-Eyropeisher Yid [Yiddish], Schocken Books, New York 1946; The Earth Is the Lord's: The Inner World of the Jew in East Europe, Henry Schuman, New York 1950; La terra è del Signore. Il mondo interiore dell'ebreo in Europa orientale, trad. di Eliseo Poli, pref. di Elena Mortara di Veroli, Marietti, Genova 1989.
- Man Is Not Alone: A Philosophy of Religion, Farrar, Straus and Giroux, The Jewish Publication Society of America, New York 1951; L'uomo non è solo: una filosofia della Religione, trad. di Lisa Mortara ed Elèna Mortara Di Veroli, introd. di Cristina Campo, Rusconi, Milano, 1970;   Mondadori, Milano 2001; Ghibli, Milano, 2017
- The Shabbath: Its Meaning for Modern Man, New York: Farrar, Straus and Giroux 1951; Il Sabato. Il suo significato per l'uomo moderno, trad. di Lisa Mortara ed Elena Mortara Di Veroli, Rusconi, Milano, 1972;  Garzanti, Milano 1999-2018.
- Man's Quest for God: Studies in Prayer and Symbolism, Charles Scribner's Sons, New York 1954; L'uomo alla ricerca di Dio, trad. di Riccardo Larini, Qiqajon, Magnano 1995 (edizione parziale).
- God in Search of Man: A Philosophy of Judaism, Farrar, Straus and Giroux, New York 1955; Dio alla ricerca dell'uomo: una filosofia dell'Ebraismo, trad. di Elena Mortara di Veroli, pref. di Elémire Zolla,  Borla, Torino 1971.
- Torah Min HaShamaym BeIspaqlarya Shel HaDorot [Ebraico], Soncino Press, London & New York 1962-1965 (Voll. I-II), The Jewish Theological Seminary of America, New York & Jerusalem, 1995 (Vol. III); Heavenly Torah As Refracted Through The Generations, Continuum, New York—London 2005; La Discesa della Shekinah,  trad. di Paola Messori, introd. di Alberto Mello, Qiqajon, Magnano 2003 (edizione parziale).
- Who Is Man?, Stanford University Press, Stanford 1965; Chi è l'uomo?, trad. di Lisa Mortara ed Elena Mortara Di Veroli, Rusconi, Milano 1971; SE, Milano, 2005, con uno scritto di Elémire Zolla.
- The Insecurity of Freedom: Essays on Human Existence, Schocken Books, 1965; Il canto della libertà, trad. di Enzo Gatti, Qiqajon Comunità di Bose, Magnano 1999 (edizione parziale).
- Israel: An Echo of Eternity, Farrar, Straus and Giroux, New York 1967; Israele: eco di eternità, trad. A. Lorini, Queriniana, Brescia 1977.
- A Passion for Truth, Farrar, Straus and Giroux, New York 1973; Passione di verità, trad. di Luisa Theodoli, Rusconi, Milano 1977.
- To Grow in Wisdom: An Anthology of Abraham Joshua Heschel, Madison Books, New York, London 1990; Crescere in Saggezza, trad. di Laura Majocchi, Gribaudi, Milano 2001.
- Moral Grandeur and Spiritual Audacity: Essays, Farrar, Straus and Giroux, New York 1996; Grandezza morale e audacia di spirito, trad. di Saverio Campanini, Ecig, Genova 2000.